# Gaslås

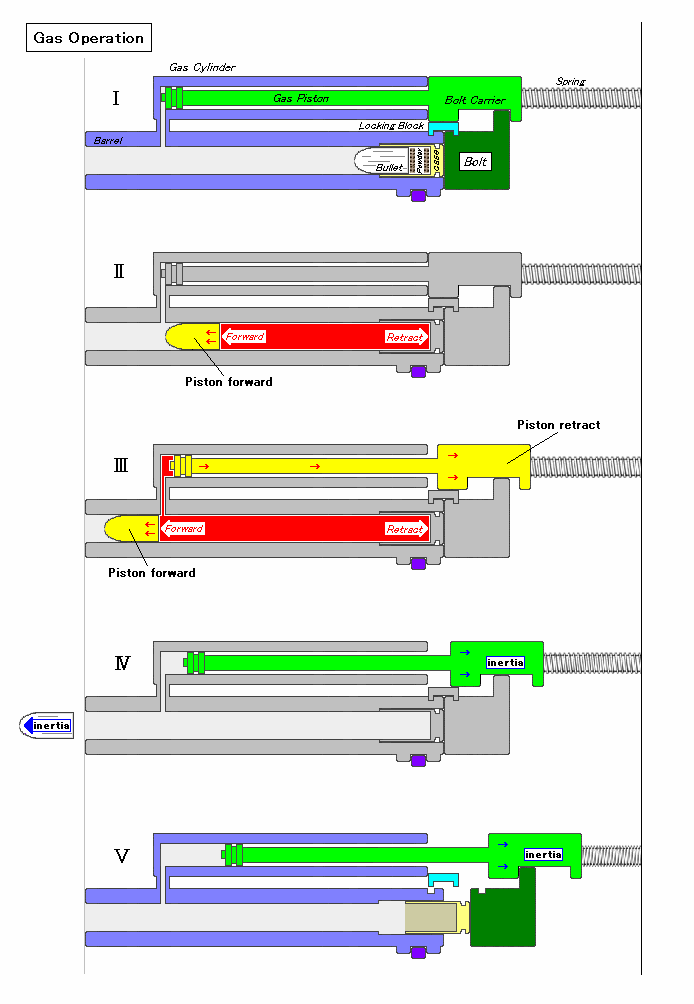
En schematisk skiss som visar händelseförloppet vid och efter avfyring.

Gaslås är en metod som används för omladdning av automatgevär, automatkarbiner och kulsprutor.
Mekaniken bygger på att slutstycket under de första millisekunderna efter vapnets avfyrning är låst, men att krutgaserna mot slutet av kulans rörelse genom pipan (när kulan i princip uppnått full utgångshastighet) tillåts strömma ut genom en separat gaskanal och trycka på en pistong som låser upp den mekanism som håller slutstycket stängt. Slutstycket kan då pressas bakåt av krutgaserna i loppet, vilket matar ut den tomma patronhylsan. Längst bak i lådan bromsas mekanismen av en fjäder, som skjuter slutstycket framåt igen, och i denna rörelse matas även nästa patron fram från magasinet.